# Aglaophyton
L'aglaofito (Aglaophyton major) è una pianta estinta appartenente alle sporofite. Visse nel Devoniano inferiore (circa 400 milioni di anni fa) e i suoi resti fossili sono stati ritrovati nel famoso giacimento di Rhynie Chert.

## Descrizione
I rami di Aglaophyton avevano una sezione tonda, erano lisci e privi di ornamenti, con un diametro di sei millimetri. In un primo tempo si pensava che quest rami crescessero in verticale e raggiungessero un'altezza di circa mezzo metro (Kidston & Lang, 1920), ma in seguito l'aglaofito è stato reinterpretato come una pianta che cresceva strisciando sul terreno, con rami più corti, alti 15 centimetri (Edwards, 1986). Gli assi si diramavano dicotomicamente, a 90°, e terminavano con sporangi ellittici dalle pareti spesse. Questi sporangi contenevano molte spore identiche fra loro (isospore), interpretate come meiospore (ovvero il prodotto della divisione nota come meiosi).

## Classificazione
I primi resti fossili di questa pianta vennero descritti nel 1916 come appartenenti alla specie Rhynia gwynne-vaughani, una tracheofita già precedentemente conosciuta nello stesso giacimento. Quattro anni dopo, i fossili vennero riconosciuti come una specie a parte e denominati Rhynia major. Lang e Kidston, gli studiosi che descrissero la nuova specie, interpretarono i fossili come quelli di una tracheofita, poiché il fusto ha un cilindro centrale semplice (protostele). Studi più recenti, effettuati da Edwards, hanno invece dimostrato che Rhynia major possedeva un canale mancante delle barre di ispessimento note in Rhynia gwynne-vaughani; il canale, invece, presentava notevoli somiglianze con il sistema di conduzione dell'acqua (idroma) delle sporofite. La ridescrizione dei fossili in un nuovo genere, Aglaophyton, è avvenuta nel 1986. I fossili descritti come Aglaophyton rappresentano lo sporofito, mentre il gametofito maschile è stato descritto sotto il nome di Lyonophyton rhyniensis. Attualmente Aglaophyton è considerato una forma intermedia tra le briofite e le tracheofite.

## Habitat e stile di vita
L'aglaofito è tra le prime piante note ad aver instaurato un rapporto micorrizale con i funghi, che formavano arbuscoli in una zona ben definita della corteccia del fusto. Aglaophyton era sprovvisto di radici, e come altre piante senza radici del Siluriano e del Devoniano inferiore potrebbe essersi affidato ai funghi micorrizali per l'acquisizione di acqua e altre sostanze nutrienti dal suolo.
L'aglaofito cresceva nei pressi di una sorgente termale ricca di silice, insieme ad altre piante primitive come la già citata Rhynia e Asteroxylon.